# Championnat d'Afrique du Nord de football (USFSA)
Ne doit pas être confondu avec Championnat d'Afrique du Nord de football (ULNA).
Le championnat d'Afrique du Nord Française est une compétition  de football organisée en Algérie française par l'Union des sociétés françaises de sports athlétiques.
La compétition oppose les champions des comités régionaux de l'USFSA (Comité d'Alger, Comité d'Oran, Comité de Bône et la Comité de Constantine). Organisée pour la première fois entre les deux comités d'Alger et d'Oran en 1904 puis avec les comités de Constantine et Bône en 1912, elle cesse en 1915.

## Historique

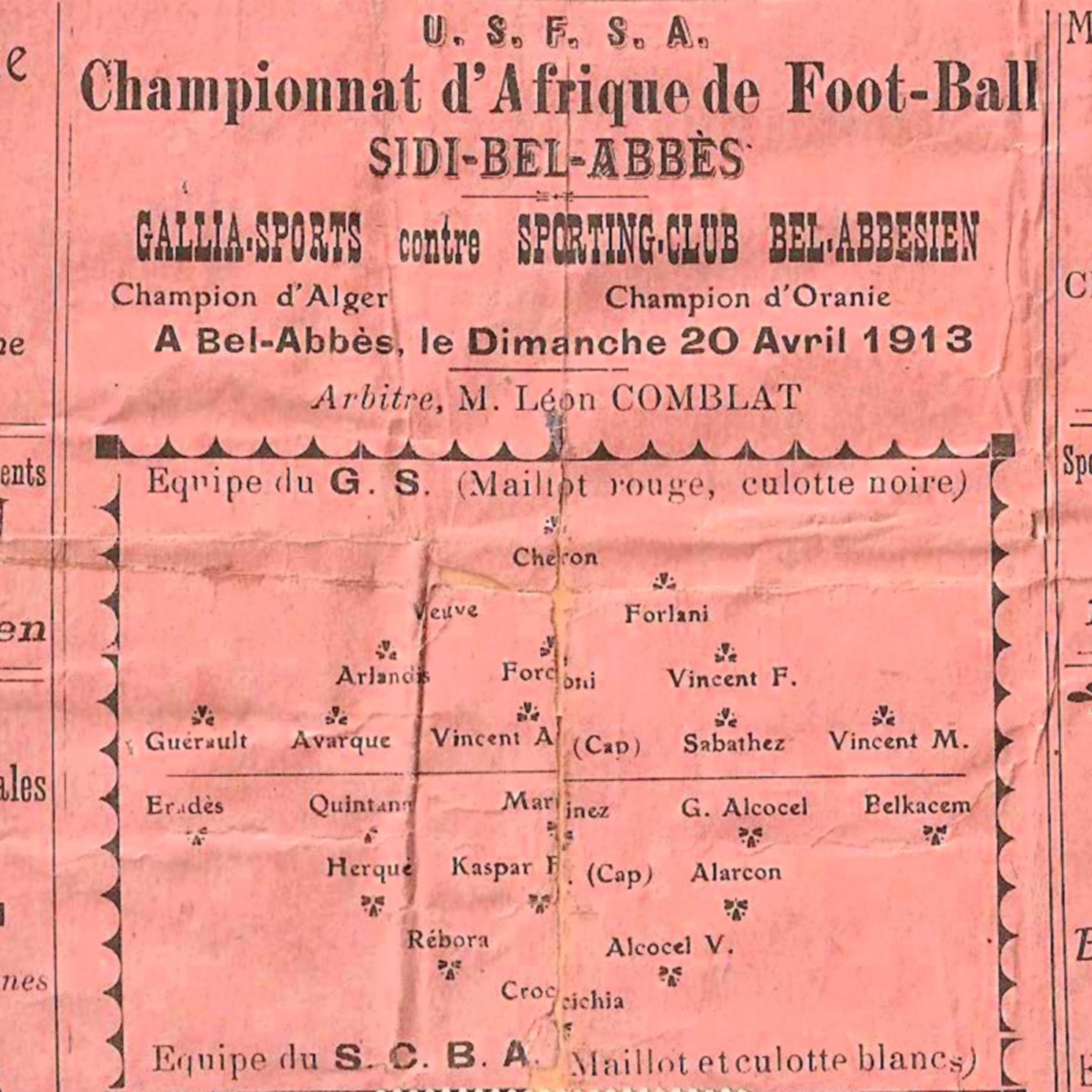
Feuille de match de la rencontre comptant pour le Championnat d'Afrique du Nord de football USFSA, entre les équipes du SC Bel-Abbès et du GS Alger, paru dans l'Écho sportif de l'Oranie daté du samedi 19 avril 1913.

Comme pour le championnat de France, l'USFSA organise un championnat d'Afrique du Nord entre les vainqueurs des comités régionaux de l'Afrique française du Nord.
La première édition a lieu le 28 avril 1912 et voit la victoire en finale du FC blidéen par 4-0 sur un club de Constantine,.
L'édition 1913 aboutie sur une finale entre le GS Alger et le SC Bel-Abbès. Malgré 3 h de jeu, aucune des deux équipes ne parvient à marquer. Le match est interrompu par la nuit et ne semble pas avoir été rejoué.
En 1914, en demi-finales, le GS Alger bat 1-0 le Club des Joyeusetés tandis que le Sporting Club de Constantine bat 2-1 les Tunisois du Racing Club. Le Gallia Sports remporte la finale le 12 avril par 3-0.

## Palmarès

### Palmarès du championnat d'Afrique du Nord

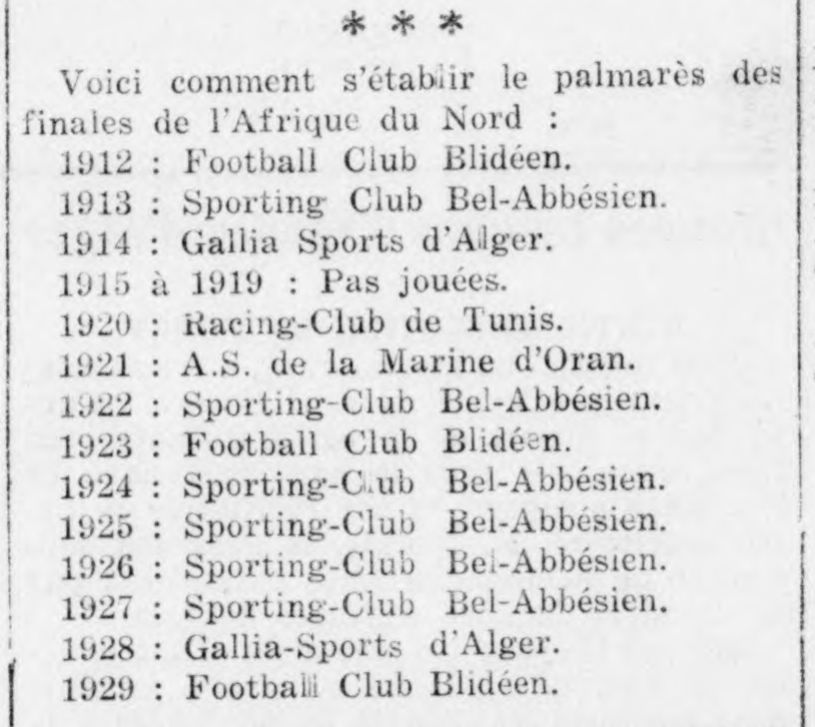
Palmarès

| # | Édition   | Date                         | Vainqueur                    | Score                        | Finaliste                    | Lieu de la finale            |
| - | --------- | ---------------------------- | ---------------------------- | ---------------------------- | ---------------------------- | ---------------------------- |
| 1 | 1911-1912 | 28 avril 1912                | FC Blidéen                   | 4 - 0                        | FC Constantinois             | Alger                        |
| 2 | 1912-1913 | 7 juin 1913                  | SC Bel Abbès                 | champion par forfait         | ?                            |                              |
| 3 | 1913-1914 | 12 avril 1914                | GS Alger                     | 3 - 0                        | SC Constantinois             | Alger                        |
|   | 1915-1919 | pas jouées (guerre mondiale) | pas jouées (guerre mondiale) | pas jouées (guerre mondiale) | pas jouées (guerre mondiale) | pas jouées (guerre mondiale) |
| 4 | 1919-1920 | 16 mai 1920                  | RC Tunis                     | 2 - 1                        | AS Marine d'Oran             | Alger                        |

#### 1912: FC Blida champion
| Titulaires : |  |
| |  |
| 1. Jurado 2. Rébora 3. Alcocel J.; 4. Mencaraglia 5. Aimetti 6. Carbonnieres; 7. Alcocel A. 8. Gottiniaux 9. Martinez 10. Daprocida 11. Vera |  |

| Titulaires : |  |
| |  |
| 1. Bolze 2. Fontaine H. 3. Sauveton; 4. Dubois Guehennec 5. Chapus M. 6. Darbès; 7. Gay 8. Clément L. 9. Mascherpa 10. Paolini 11. Fontaine A. |  |

| Titulaires : |  |
| |  |
| 1. Jurado 2. Rébora 3. Alcocel J.; 4. Mencaraglia 5. Aimetti 6. Carbonnieres; 7. Alcocel A. 8. Gottiniaux 9. Martinez 10. Daprocida 11. Vera |  |

| Titulaires : |  |
| |  |
| 1. Bolze 2. Fontaine H. 3. Sauveton; 4. Dubois Guehennec 5. Chapus M. 6. Darbès; 7. Gay 8. Clément L. 9. Mascherpa 10. Paolini 11. Fontaine A. |  |

| Demi-finale | Football Club Constantinois | 1 – 1 puis par forfait | Stade Ferryvillois |  |
| 1912        |                             |                        |                    |  |

| Titulaires : |  |
| |  |
| 1. Bolze 2. Sauveton 3. Fontaines H; 4. Dubois Guehennec 5. Darbès 6. Chapus M.; 7. Gay 8. Clément L. 9. Mascherpa 10. Paolini 11. Fontaines A. |  |

| Titulaires : |  |
| |  |
| 1. Bertea 2. Cracco Jules 3. Auget 4. Marcel J. 5. Thépenier 6. Cracco; 7. Canet 8. Bonard 9. Haubin 10. Vialla 11. Melloul |  |

| Titulaires : |  |
| |  |
| 1. Bolze 2. Sauveton 3. Fontaines H; 4. Dubois Guehennec 5. Darbès 6. Chapus M.; 7. Gay 8. Clément L. 9. Mascherpa 10. Paolini 11. Fontaines A. |  |

| Titulaires : |  |
| |  |
| 1. Bertea 2. Cracco Jules 3. Auget 4. Marcel J. 5. Thépenier 6. Cracco; 7. Canet 8. Bonard 9. Haubin 10. Vialla 11. Melloul |  |

#### 1913: Sporting Bel Abbès champion
| Titulaires : |  |
| |  |
| 1. Crochiccia 2. Raybaud 3. Alcovel V. 4. Herqué 5. Kaspar 6. Alarcon 7. Eradès 8. Quintana 9. Martinez 10. Alcocel G. 11. Belkacem |  |

| Titulaires : |  |
| |  |
| 1. Chéron 2. Veuve 3. Forlani 4. Arlandis 5. Forconi 6. Vincent M. 7. Guérault 8. Mouloud 9. Sabathez 10. Vincent F. 11. Avarque |  |

| Titulaires : |  |
| |  |
| 1. Crochiccia 2. Raybaud 3. Alcovel V. 4. Herqué 5. Kaspar 6. Alarcon 7. Eradès 8. Quintana 9. Martinez 10. Alcocel G. 11. Belkacem |  |

| Titulaires : |  |
| |  |
| 1. Chéron 2. Veuve 3. Forlani 4. Arlandis 5. Forconi 6. Vincent M. 7. Guérault 8. Mouloud 9. Sabathez 10. Vincent F. 11. Avarque |  |

| Demi-finale | ? | –   | ? |  |  |
| 1913        |   | (–) |   |  |  |

| Finale | Sporting Club de Bel Abbès | Forfait | Tunis ou Constantine |  |  |
| 1913   |                            | (–)     |                      |  |  |
| 1913   | Rapport                    |         |                      |  |  |

#### 1914: Gallia d'Alger champion
| Titulaires : |  |
| |  |
| 1. Turin 2. Lloret 3. Mougeot 4. Paumier 5. Rébora J. 6. Carbonnières 7. Sarfaty R. 8. Durand G. 9. Franciel 10. Py 11. Hernandez |  |

| Titulaires : |  |
| |  |
| 1. Martinez 2. Veuve 3. Marcaggi 4. Vincent Marius 5. Vincent August 6. Arlandis 7. Mouloud 8. Camelot 9. Pépin 10. F. Vincent 11. Avargues |  |

| Titulaires : |  |
| |  |
| 1. Turin 2. Lloret 3. Mougeot 4. Paumier 5. Rébora J. 6. Carbonnières 7. Sarfaty R. 8. Durand G. 9. Franciel 10. Py 11. Hernandez |  |

| Titulaires : |  |
| |  |
| 1. Martinez 2. Veuve 3. Marcaggi 4. Vincent Marius 5. Vincent August 6. Arlandis 7. Mouloud 8. Camelot 9. Pépin 10. F. Vincent 11. Avargues |  |

| Titulaires : |  |
| |  |
| 1. Blot 2. Penigaud 3. X 4. Benoit 5. Thépénier 6. Ballouche 7. Lungaretti 8. Bovet 9. Lanfranchi 10. Dufourg 11. Canet |  |

| Titulaires : |  |
| |  |
| 1. Jemmy 2. Sicre 3. Chevrier 4. Fabre 5. Roux 6. Maistre 7. Minéo 8. Charles 9. Di Vittorio 10. Barsotti 11. Christophe |  |

| Titulaires : |  |
| |  |
| 1. Blot 2. Penigaud 3. X 4. Benoit 5. Thépénier 6. Ballouche 7. Lungaretti 8. Bovet 9. Lanfranchi 10. Dufourg 11. Canet |  |

| Titulaires : |  |
| |  |
| 1. Jemmy 2. Sicre 3. Chevrier 4. Fabre 5. Roux 6. Maistre 7. Minéo 8. Charles 9. Di Vittorio 10. Barsotti 11. Christophe |  |

| Finale        | Gallia Sports Algérien                       | 3 – 0   | Sporting Club Constantinois |                                             |                                             |
| 12 Avril 1914 | Marius Vincent 40e · Félisson 55e (pen.) 70e | (1 – 0) |                             | Alger Spectateurs : 4,000 Arbitrage : Rivet | Alger Spectateurs : 4,000 Arbitrage : Rivet |
| 12 Avril 1914 | Rapport                                      |         |                             | Alger Spectateurs : 4,000 Arbitrage : Rivet | Alger Spectateurs : 4,000 Arbitrage : Rivet |

#### 1920: Racing de Tunis champion
| Demi-finale   | AS Marine d'Oran | 1 – 0   | Football Club Blidéen |      |      |
| 11 Avril 1920 | Quenneth 25e     | (1 – 0) |                       | Oran | Oran |
| 11 Avril 1920 | Rapport          |         |                       | Oran | Oran |

| Demi-finale   |  | –   | Racing Club de Tunis |             |             |
| 11 Avril 1920 |  | (–) |                      | Constantine | Constantine |

| Finale            | Racing Club de Tunis    | 2 – 1   | AS Marine d'Oran     |                                     |                                     |
| 16 Mai 1920 16:00 | André 18e · Henriet 70e | (1 – 0) | ? 80e · Quenneth 89e | Stade Chaylard, (Alger) Arbitrage : | Stade Chaylard, (Alger) Arbitrage : |
| 16 Mai 1920 16:00 | Rapport                 |         |                      | Stade Chaylard, (Alger) Arbitrage : | Stade Chaylard, (Alger) Arbitrage : |

## Palmarès des comités régionaux

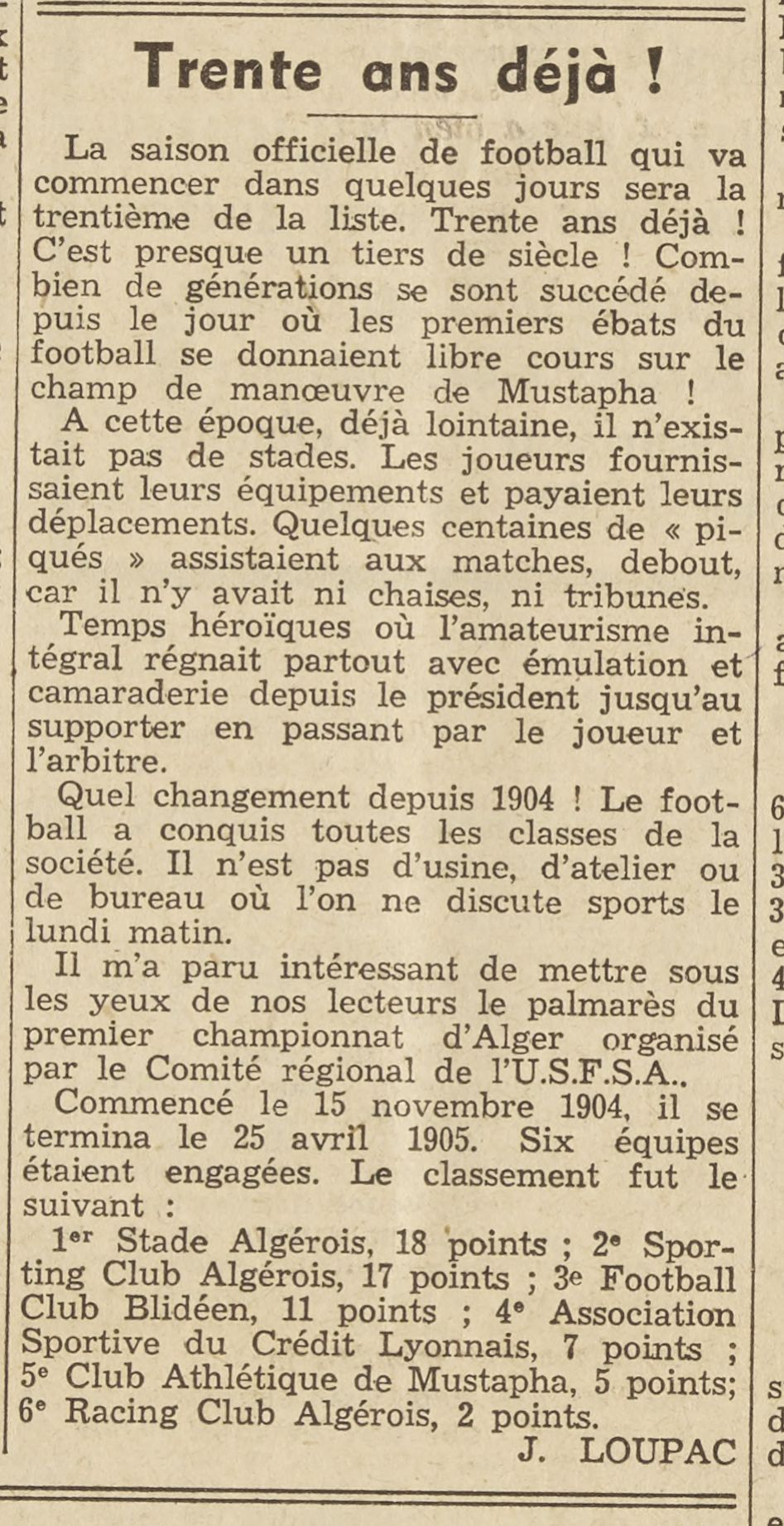
La Dépêche Algérienne du 24-09-1934

| Année     | Oran | Alger | Constantine                                                                                                 | Tunisie                                                      | Maroc              |
| --------- | --- | --- | --- | ------------------------------------------------------------ | ------------------ |
| 1900      | création du championnat de football de Département d'Oran                                                   | création du championnat de football de Département d'Oran                                                   | création du championnat de football de Département d'Oran                                                   | /                                                            | /                  |
| 1900-1901 | CA Oranais                                                                                                  | | | /                                                            | /                  |
| 1901-1902 | SC Oranais                                                                                                  | | | /                                                            | /                  |
| 1902-1903 | SC Oranais                                                                                                  | | | /                                                            | /                  |
| 1903-1904 | SC Oranais                                                                                                  | | | /                                                            | /                  |
| 1904      | création des sous-comité régionale d'Algérie (sous-comité d'Alger et sous-comité d'Oran) engagées à l'USFSA | création des sous-comité régionale d'Algérie (sous-comité d'Alger et sous-comité d'Oran) engagées à l'USFSA | création des sous-comité régionale d'Algérie (sous-comité d'Alger et sous-comité d'Oran) engagées à l'USFSA | /                                                            | /                  |
| 1904-1905 | SC Oranais                                                                                                  | Stade Algérien ,                                                                                            | / | /                                                            | /                  |
| 1905-1906 | SC Oranais                                                                                                  | SC Algérois                                                                                                 | / | /                                                            | /                  |
| 1906-1907 | CDJ Oran | Stade Algérien                                                                                              | / | /                                                            | /                  |
| 1907-1908 | CA Oranais                                                                                                  | | / | /                                                            | /                  |
| 1908-1909 | | | / | /                                                            | /                  |
| 1909-1910 | | | / | /                                                            | /                  |
| 1910-1911 | SC Bel Abbès                                                                                                | FC Blidéen                                                                                                  | / | /                                                            | /                  |
| 1911-1912 | SC Bel Abbès                                                                                                | FC Blidéen                                                                                                  | FC Constantine                                                                                              | Stade Ferryvillois                                           | /                  |
| 1912-1913 | SC Bel Abbès                                                                                                | GS Alger | FC Constantine                                                                                              | ?                                                            | /                  |
| 1913-1914 | CDJ Oran | GS Alger | SC Constantine                                                                                              | RC Tunis                                                     | /                  |
| 1914-1915 | pas de compétitions en raison de la Première Guerre mondiale                                                | pas de compétitions en raison de la Première Guerre mondiale                                                | pas de compétitions en raison de la Première Guerre mondiale                                                | pas de compétitions en raison de la Première Guerre mondiale | /                  |
| 1915-1916 | CS Oranais                                                                                                  | | |                                                              | CA Marocain        |
| 1916-1917 | CS Oranais                                                                                                  | | |                                                              | US Marocaine       |
| 1917-1918 | | GS Alger | | /                                                            | US Marocaine       |
| 1918-1919 | AS Marine d'Oran                                                                                            | GS Alger | | /                                                            | US Marocaine       |
| 1919-1920 | AS Marine d'Oran                                                                                            | FC Blidéen,                                                                                                 | | Racing Club                                                  | Olympique Marocain |